# Indian Juniors 2011
Das Indian Juniors 2011 als bedeutendstes internationales Nachwuchsturnier von Indien im Badminton fand vom 24. bis zum 27. Februar 2011 in Pune statt.

## Sieger und Platzierte
| Disziplin    | Gold                                           | Silber                      | Bronze                                            |
| ------------ | ---------------------------------------------- | --------------------------- | ------------------------------------------------- |
| Herreneinzel | Srikanth Kidambi                               | Sameer Verma                | Gesstano Ganendra Adwitya                         |
| Herreneinzel | Srikanth Kidambi                               | Sameer Verma                | Rohit Yadav                                       |
| Dameneinzel  | P. V. Sindhu                                   | Tanvi Lad                   | Rusydina Antardayu Riodingin                      |
| Dameneinzel  | P. V. Sindhu                                   | Tanvi Lad                   | Daya Elsa Jacob                                   |
| Herrendoppel | Srikanth Kidambi Hema Nagendra Babu Thandarang | A. Naresh B. Venkatesh      | Subhankar Dey Santosh Ravuri                      |
| Herrendoppel | Srikanth Kidambi Hema Nagendra Babu Thandarang | A. Naresh B. Venkatesh      | G. Gopi Raju O. Prahas Reddy                      |
| Damendoppel  | Maneesha Kukkapalli P. V. Sindhu               | Gauri Ghate Daya Elsa Jacob | Amelia Sonia Kartika Rusydina Antardayu Riodingin |
| Damendoppel  | Maneesha Kukkapalli P. V. Sindhu               | Gauri Ghate Daya Elsa Jacob | P. Kanthi Visalakshi Riya Pillai                  |